# Montgai
Montgai és un municipi de la comarca de la Noguera. És al sud-est de la comarca, al límit amb la d'Urgell, a la riba del riu Sió. La seva estructura econòmica és agropecuària. Els cultius de regadiu aprofiten les aigües de les séquies del canal d'Urgell.
Montgai està format per dues entitats o nuclis de població separats entre ells uns 2 quilòmetres. A Montgai hi ha una església romànica, Santa Maria del Castell, d'una sola nau i amb absis semicircular. Cal destacar el campanar de Montgai per la seva altura de 40 metres i ser un dels campanars més vistosos de la comarca de la Noguera.
| Entitat de població | Habitants (2023) |
| Montgai             | 421              |
| Butsènit d'Urgell   | 217              |
| Font: Idescat       |                  |

## Història
Ramon Berenguer I, comte de Barcelona, rebé el castell de Montgai el 1050. El 1330, va crear el Marquesat de Camarasa, al qual Montgai hi passà a formar part. El 1414, Ferran d'Antequera va donar a Jofre de Becerola (secretari de la reina) Montgai, Cubells i Camarasa, els quals pertanyien a Ramon Berenguer de Fluvià (lloc tinent de Jaume el Dissortat). Fins al 1721, Montgai formava part del corregiment de Lleida per passar després a l'alcaldia major de Balaguer.

## Geografia
- Llista de topònims de Montgai (Orografia: muntanyes, serres, collades, indrets..; hidrografia: rius, fonts...; edificis: cases, masies, esglésies, etc).

## Demografia

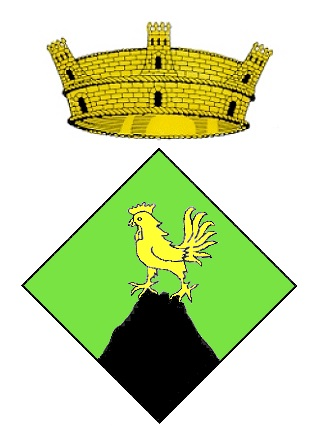
Escut de Montgai

| 1497 f | 1515 f | 1553 f | 1717 | 1787 | 1857  | 1877  | 1887  | 1900  | 1910  |
| ------ | ------ | ------ | ---- | ---- | ----- | ----- | ----- | ----- | ----- |
| 47     | 66     | 55     | 119  | 212  | 1.013 | 1.139 | 1.083 | 1.205 | 1.270 |

| 1920  | 1930  | 1940  | 1950  | 1960  | 1970  | 1981 | 1990 | 1992 | 1994 |
| ----- | ----- | ----- | ----- | ----- | ----- | ---- | ---- | ---- | ---- |
| 1.351 | 1.520 | 1.168 | 1.198 | 1.178 | 1.013 | 915  | 862  | 858  | 858  |

| 1996 | 1998 | 2000 | 2002 | 2004 | 2006 | 2008 | 2010 | 2012 | 2014 |
| ---- | ---- | ---- | ---- | ---- | ---- | ---- | ---- | ---- | ---- |
| 813  | 794  | 789  | 795  | 793  | 772  | 731  | 718  | 701  | 671  |

| 2016 | 2018 | 2020 | 2022 | 2024 | 2026 | 2028 | 2030 | 2032 | 2034 |
| ---- | ---- | ---- | ---- | ---- | ---- | ---- | ---- | ---- | ---- |
| 651  | 635  | 643  | 647  | 637  | -    | -    | -    | -    | -    |